# Museo de la Ciudad de Guadalajara
El Museo de la Ciudad de Guadalajara está ubicado en el centro histórico de la ciudad de Guadalajara. Inaugurado el 14 de febrero de 1992, se dedica a su historia y sus diversos aspectos culturales. El recinto es catalogado como monumento histórico por el Instituto Nacional de Antropología e Historia (INAH) para su preservación.

## Historia
El terreno donde el museo está ubicado era la huerta del convento de las Capuchinas en Guadalajara, su construcción impulsada por el fray Antonio Alcalde y Barriga y terminada en 1761. En esos tiempos el convento abarcaba toda la manzana. En 1850 el convento sufrió de exclaustración al ser adquirido por el gobierno federal, terminando siendo fraccionado. En 1877, la huerta del convento fue comprada por Enrique Maxemín, quien construyó una finca. Fueron conservados dos patios y dos bóvedas de crucería del convento. Se la agregó una segunda planta, originalmente fue una casa particular y luego una casa colectiva con muchas viviendas. Llegó a ser un bazar y posteriormente fue centro local del Instituto Nacional de Antropología e Historia entre 1975 y 1988. El presidente municipal Gabriel Covarrubias Ibarra lideró la adquisición del inmueble por el ayuntamiento para acondicionar el inmueble como museo para el 450 aniversario de la fundación de la ciudad en 1992.

## Exposición
El museo cuenta con seis salas permanentes en la planta baja que se enfocan en los desarrollos artísticos, etnográficos, urbanos e históricos de Guadalajara. También cuenta con cuatro salas temporales en la planta alta.
- Sala siglo XVI: La conquista, la fundación y la demografía del época virreinal.
- Sala siglo XVII: El desarrollo socioeconómico, las castas y la identidad tapatía.
- Sala siglo XVIII: El desarrollo económico, crecimiento urbano y religioso.
- Salas siglo XIX: La independencia de México y la guerra de Reforma, la evolución cultural y las expresiones artísticas.
- Sala siglo XX: La Revolución mexicana.
- La etapa moderna de la ciudad.

El museo tiene dos patios principales, uno llamado del arrayán y otro del capulín, ambos destinados para actividades como exposiciones y actividades de degustación. Cuenta con un auditorio con una capacidad máxima de 100 personas donde imparten diplomados, conferencias, de interés educativo. También hay una biblioteca especializada que busca la integración de diversas áreas de conocimiento teniendo acervos tanto científicos como artísticos, además de materiales audiovisuales y documentales.